# Mammelomys
Mammelomys là một chi động vật có vú trong họ Muridae, bộ Gặm nhấm. Chi này được Menzies miêu tả năm 1996. Loài điển hình của chi này là Melomys rattoides Thomas, 1922.

## Các loài
Chi này gồm các loài: